# 宽筒龙胆
宽筒龙胆（学名：Gentiana ampla）为龙胆科龙胆属的植物，是中国的特有植物。分布在中国大陆的云南等地，生长于海拔3,600米至3,900米的地区，见于山坡草地，目前尚未由人工引种栽培。